# クク電子
クク電子 (朝鮮語: 쿠쿠전자 英語: Cuckoo Electronics)は、大韓民国の電気炊飯器メーカーである。1978年にスクマン電子として設立され、1999年に輸出ブランドの「クク」から取って、クク電子に社名変更した。
クク電子は主に小型の白物家電で、特に圧力炊飯器を開発製造している。ククの韓国式炊飯器は、日本式の0.4kg〜0.6kg調理圧よりも遥かに高圧な0.8kg〜0.9kg調理圧をかけて炊飯する。この高圧炊飯によってデンプンを糊化させて、通常よりも甘くて栄養価の高いごはんを炊き上げる事が可能である。
2002年以降は、日本のパナソニックにもOEMで炊飯器を製造している。

## 市場
- 大韓民国
- 米国（1987年以降）
- 日本（2002年以降） - パナソニック（旧：ナショナルブランド） OEMで製造受託。
- 中国（2003年以降）